# Dicliptera cabrerae
Dicliptera cabrerae là một loài thực vật có hoa trong họ Ô rô. Loài này được C.Ezcurra mô tả khoa học đầu tiên năm 1989.